# Universitätshauptgebäude (Greifswald)

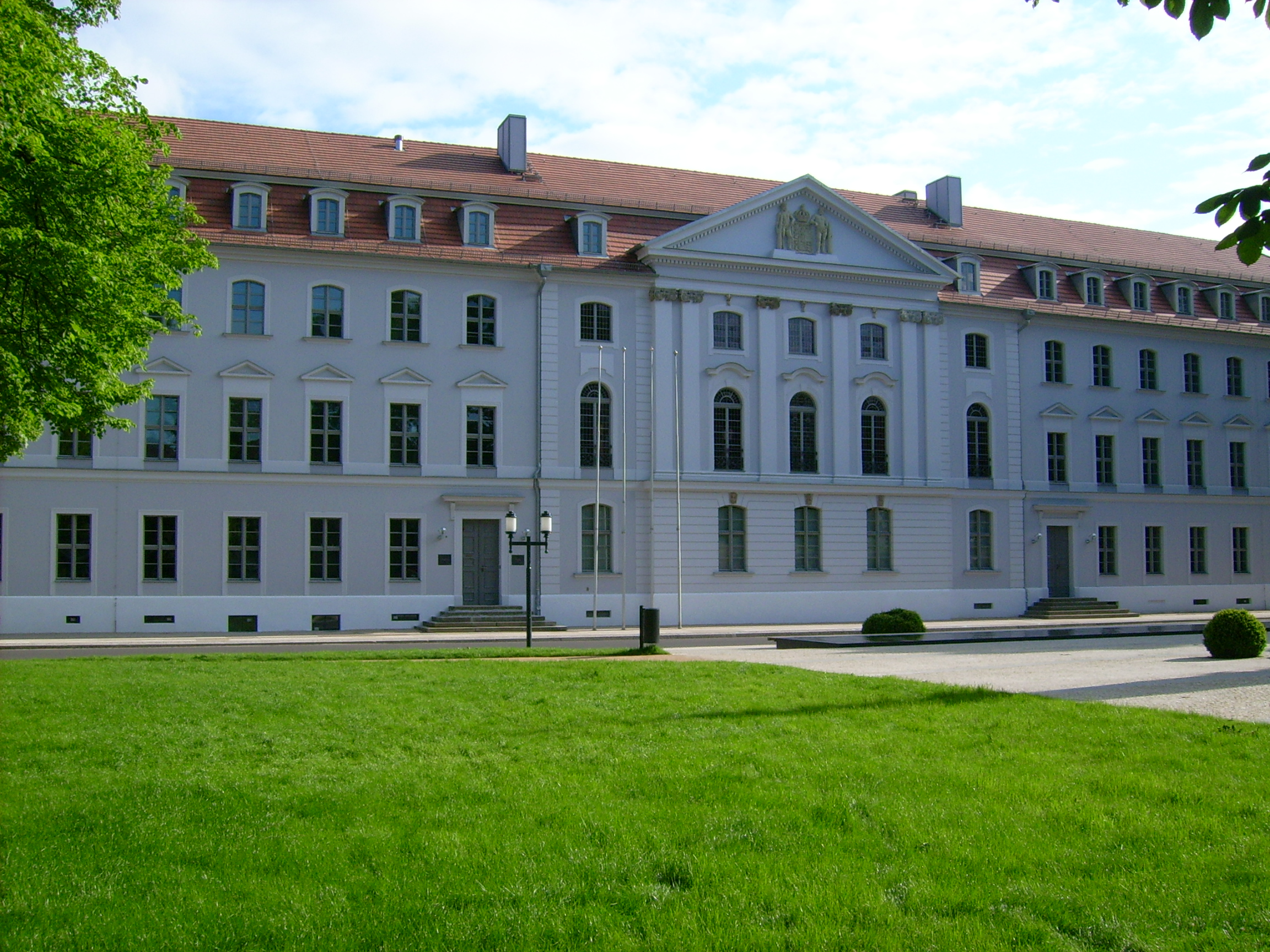
Nordseite des Universitätshauptgebäudes

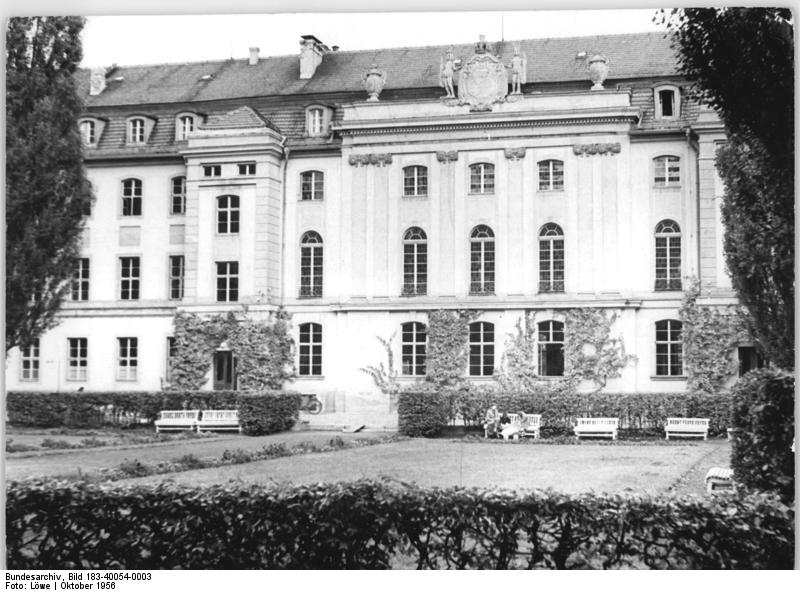
Hofseite (1956)

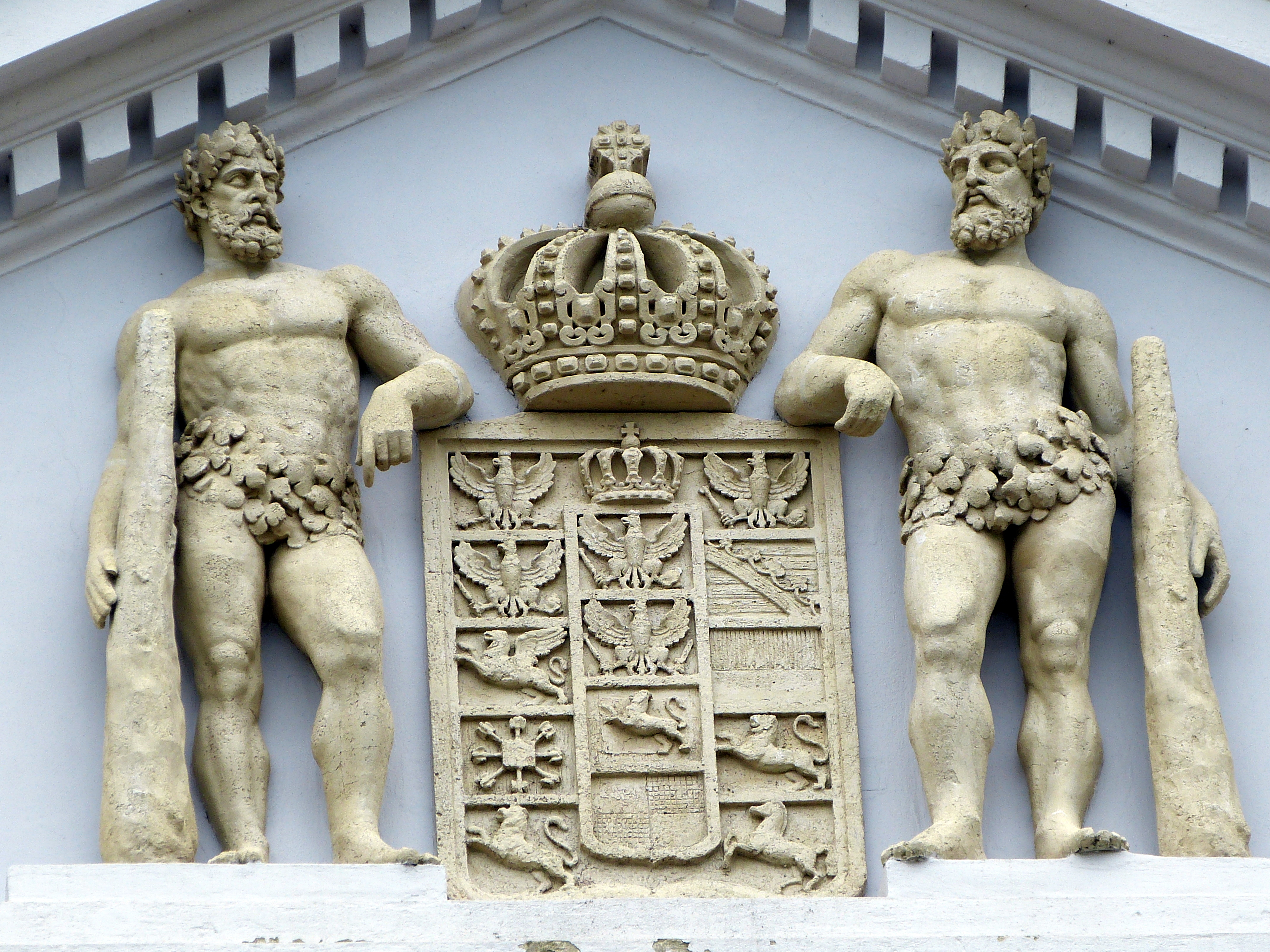
Preußisches Wappen an der Nordseite

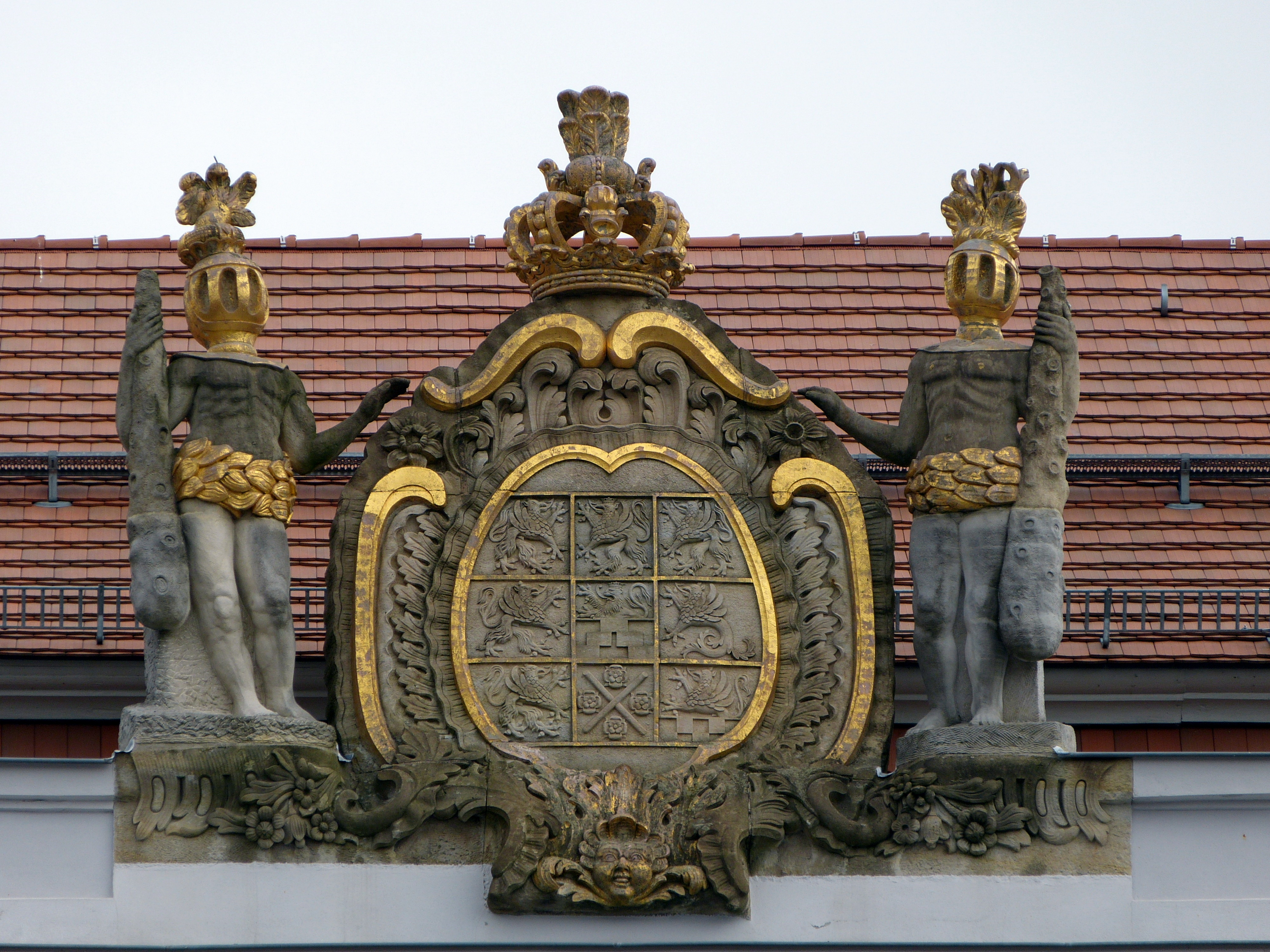
Pommersches Wappen an der Südseite

Das Universitätshauptgebäude der Universität Greifswald befindet sich in der Domstraße 11 in Greifswald südlich des Rubenow-Platzes. Der spätbarocke, klassizistisch überprägte Bau aus der Mitte des 18. Jahrhunderts ist der Sitz des Rektors und der Verwaltung der Hochschule und ein kunsthistorischer Anziehungspunkt der Stadt. Das Gebäude steht unter Denkmalschutz.

## Baugeschichte und Ausstattung
Ein Vorgängerbau, den der pommersche Herzog Ernst Ludwig in Auftrag gegeben hatte, wurde ab 1591 als erstes eigenständiges Universitätsgebäude errichtet. 1597 wurde das Gebäude eröffnet, die Bauarbeiten dauerten noch rund 20 Jahre an. Der dreigeschossige, sogenannte Ernst-Ludwig-Bau, der neben Hörsälen, Bibliothek und Konzilsaal auch Wohnungen für Professoren enthielt, gehörte zu den wenigen Großbauten im Stil der Renaissance in Pommern. Nachdem das alte Hauptgebäude zur Mitte des 18. Jahrhunderts baufällig geworden war und den akademischen Bedürfnissen nicht mehr entsprach, wurde der Greifswalder Wissenschaftler und Baumeister Andreas Mayer mit einem Neubau beauftragt. Zwischen 1747 und 1750 wurde auf den Grundmauern ein neues Hauptgebäude nach Entwürfen Mayers errichtet. Die feierliche Einweihung fand am 28. April 1750 statt, zum Geburtstag des damaligen Landesherrn Schwedisch-Pommerns, des Königs Friedrich von Schweden. Mayer erhielt für den Prachtbau mit Bildhauer- und Steinmetzarbeiten, Vergoldungen und Malereien weniger Lob als Tadel, denn man warf ihm eigenmächtiges Handeln bei der Umgestaltung der ursprünglichen Pläne vor, was zu einem deutlichen Anstieg der Kosten geführt hatte.
Das Hauptgebäude ist ein dreigeschossiger Rechteckbau von 23 Achsen aus verputztem Backstein. Im Mansarddach befinden sich Gauben mit segmentbogigem Abschluss. Die Südseite ist dem Hof zugewandt. Ihre Mitte ist durch einen dreiachsigen Risalit betont, der in den oberen Etagen durch Pilaster mit Volutenkapitellen gegliedert ist. Diese tragen einen Architrav sowie ein Gesims mit Zahnschnittleiste. Bekrönt wird das ganze durch das Wappen der pommerschen Herzöge und zwei Vasen. 1885 wurden die zwei vorspringenden Treppenhäuser angebaut, um die größeren Steintreppen unterbringen zu können, welche die vorigen Holzwendeltreppen ersetzten. Durch Faschen sind die Fenster der beiden Obergeschosse der sieben mittleren Achsen verbunden. Im ersten Obergeschoss schließen die Fenster halbrund, im zweiten segmentbogig ab. Dazwischen befinden sich gerahmte Putzspiegel.
Die Nordseite ist ähnlich gestaltet, dabei schlichter und flächiger. Sie wurde 1831 und 1832 im Stil des Klassizismus überformt. Im Giebelfeld über den drei mittleren Achsen befindet sich, von zwei wilden Männern gestützt, das preußische Wappen. Es wurde 1815 nach dem Übergang Schwedisch-Pommerns an Preußen anstelle des schwedischen Wappens angebracht.
Nach den ästhetischen Prinzipien des Barocks gliederte Andreas Mayer den Grundriss des langgestreckten Gebäudes mit einer strengen Mittelachse, an die sich beiderseits alle Räume anschließen. Zwischen 1882 und 1888 wurde das Innere umfassend durchgestaltet. Im mittleren Teil befinden sich Hörsäle sowie der seit 1882 als Aula genutzte barocke ehemalige Bibliothekssaal. Dessen plastischer Schmuck wurde von dem Stralsunder Bildhauer Jakob Freese geschaffen. Eine Galerie, deren Brüstung mit Putten und Vasen bekrönt ist, wird von 24 marmorierten, paarweise angeordneten ionischen Holzsäulen getragen. Zwischen den zwölf Säulenpaaren befinden sich Hermen, die die neun Musen sowie die Götter Apoll, Minerva und Merkur darstellen. An der Decke wird Stuck durch die Bemalung imitiert.
Das einstige Auditorium maximum, 1882 in ein gesondertes Hörsaalgebäude umgezogen, wurde 2006 als Konferenzraum wiederhergestellt. Richtung Osten schließt sich der Konzilsaal, ein ehemaliger kleiner Hörsaal an. Dort befindet sich eine Galerie mit 32 Porträts Greifswalder Rektoren und Dekane, die Wilhelm Titel zwischen 1831 und 1855 anfertigte. Ein Gedenkstein mit Relieffigur für Herzog Ernst Ludwig aus der Zeit zwischen 1580 und 1590 stammt wahrscheinlich aus dem Umkreis der Werkstatt von Philipp Brandin. Heinrich Vogeler schuf 1906 den Rektorstuhl in barockisierenden Jugendstilformen. Am östlichen Gebäudeende befindet sich ein Raum mit einem Kreuzgratgewölbe, in dem sich das Universitätsarchiv von 1754 bis 1999 befand. Ein Wappenstein des Herzogs Philipp I. aus dem Schloss Wolgast, 1551 geschaffen von Paul van Hove, befindet sich im Treppenhaus zum Rektorat, ebenso eine Tafel mit Inschrift zur Einweihung des Gebäudes mit Rahmen aus weißem Marmor und einer Kartusche mit dem schwedischen Königswappen, die 1751 von Jakob Freese hergestellt wurde.
Ab 2003 erfolgte eine umfangreiche Grundsanierung des Universitätshauptgebäudes, in deren Folge ein großer Teil der Verwaltung hier einzog. Neben der Durchführung aufwendiger Restaurierungsarbeiten wurden barrierefreie Zugänge zu allen Räumlichkeiten hergestellt. Anlässlich der 550-Jahr-Feier erfolgte 2006 die Neueröffnung der restaurierten Aula in Anwesenheit des schwedischen Königin Silvia.